# 朗德森林
朗德森林 （法語：forêt des Landes，法語發音：[fɔʁɛ de lɑ̃d]）是法國西部面積最大的森林，也是西歐面積最大的面海岸的松樹林。位於法國西部亞奎丹大區。附近主要都市有波爾多等。朗德森林的西側是大西洋，這一帶的海岸線被稱為銀色海岸。朗德森林的松樹的樹種多是海岸松，為人工林。

## 外部連結
- Dérivés Résiniques et Terpéniques （页面存档备份，存于） (DRT)